# ریلیو-لا-پاپ
شهر ریلیو-لا-پاپ (به فرانسوی: Rillieux-la-Pape) در شهرستان رون در ناحیه رون-آلپ با جمعیت ۲۹٬۵۶۲ نفر در کشور فرانسه واقع شده‌است